# كسوف الشمس 1 يونيو 2011
حدث كسوف جزئي للشمس في 1 يونيو 2011. يحدث كسوف الشمس عندما يمر القمر بين الأرض والشمس ،
وبالتالي يحجب صورة الشمس كليًا أو جزئيًا عن مشاهد على الأرض. يحدث كسوف جزئي للشمس في المناطق القطبية من الأرض عندما يغيب مركز ظل القمر عن الأرض.
هذا الكسوف هو الثاني من بين أربعة كسوف جزئي للشمس في عام 2011 ، مع حدوث الكسوف الآخر في 4 يناير 2011 و 1 يوليو 2011 و 25 نوفمبر 2011 . كان الكسوف ينتمي إلى Saros 118 وكان رقم 68 من 72 خسوفًا في السلسلة.
كان الخسوف مميزًا لأنه حدث في منتصف الليل تقريبًا في شمال فنوسكانديا وشمال روسيا ، مما أدى إلى حجب شمس منتصف الليل جزئيًا.

## الرؤية
مسار متحرك

## معرض الصور

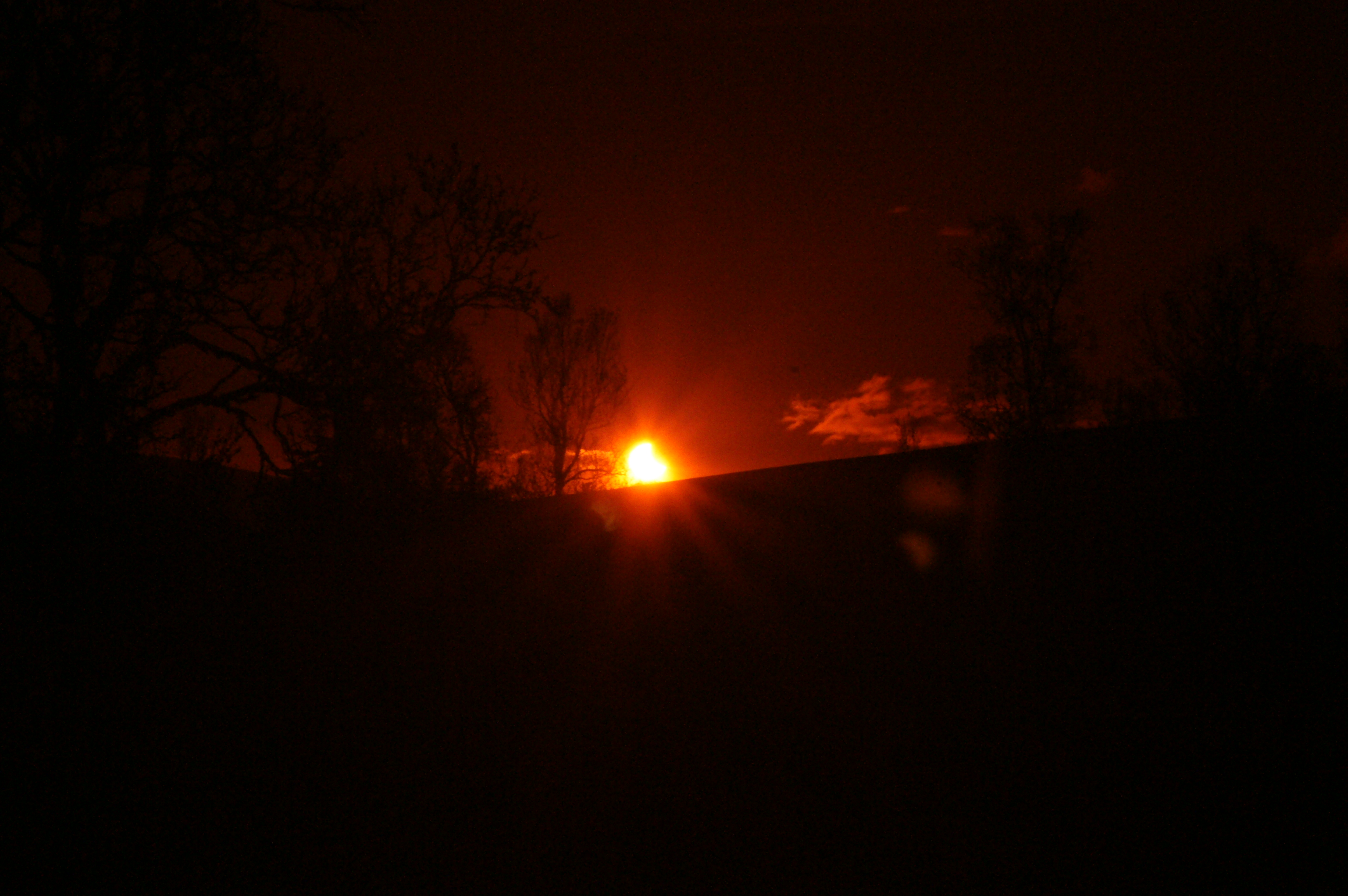
نهاية الخسوف الذي شوهد من مدينة ترومسو بالنرويج

## الخسوفات ذات الصلة

### كسوف 2011
- كسوف جزئي للشمس في 4 يناير .
- كسوف جزئي للشمس في 1 يونيو.
- خسوف كلي للقمر في 15 يونيو .
- كسوف جزئي للشمس في الأول من تموز (يوليو) .
- كسوف جزئي للشمس في 25 تشرين الثاني (نوفمبر) .
- خسوف كلي للقمر في 10 ديسمبر .

### كسوف الشمس 2011-2014
هذا الكسوف هو عضو في سلسلة 2011-2014 من كسوف الشمس. يتكرر الكسوف كل 177 يومًا تقريبًا و 4 ساعات في العقد المتناوبة من مدار القمر.
| مجموعات سلسلة كسوف الشمس من 2011-2014 | مجموعات سلسلة كسوف الشمس من 2011-2014          | مجموعات سلسلة كسوف الشمس من 2011-2014 | مجموعات سلسلة كسوف الشمس من 2011-2014 | مجموعات سلسلة كسوف الشمس من 2011-2014     | مجموعات سلسلة كسوف الشمس من 2011-2014 | مجموعات سلسلة كسوف الشمس من 2011-2014 |
| ------------------------------------- | ---------------------------------------------- | ------------------------------------- | ------------------------------------- | ----------------------------------------- | ------------------------------------- | ------------------------------------- |
| عقدة تنازلية                          | عقدة تنازلية                                   | عقدة تنازلية                          |                                       | عقدة تصاعدية                              | عقدة تصاعدية                          | عقدة تصاعدية                          |
| Saros                                 | Map                                            | Gamma                                 | Saros                                 | Map                                       | Gamma                                 |                                       |
| 118 Partial from ترومسو، النرويج      | كسوف الشمس 1 يونيو 2011 Partial (north)        | 1.2130                                | 123                                   | كسوف الشمس 25 نوفمبر 2011 Partial (south) | -1.0536                               |                                       |
| 128 Middlegate, Nevada                | كسوف الشمس 20 مايو 2012 Annular                | 0.4828                                | 133 كيرنز, Australia                  | كسوف الشمس 13 نوفمبر 2012 Total           | -0.3719                               |                                       |
| 138 Churchills Head ‏, Australia       | كسوف الشمس 10 مايو 2013 Annular                | -0.2693                               | 143 Partial from ليبرفيل              | كسوف الشمس 3 نوفمبر 2013 Hybrid           | 0.3271                                |                                       |
| 148 Partial from أديلايد, Australia   | كسوف الشمس 29 أبريل 2014 Annular (non-central) | -0.9999                               | 153 Partial from مينيابوليس           | كسوف الشمس 23 أكتوبر 2014 Partial (north) | 1.0908                                |                                       |

### ساروس 118
وهي جزء من دورة ساروس 118 ، تتكرر كل 18 سنة ، 11 يومًا ، وتحتوي على 72 حدثًا.
بدأت السلسلة بكسوف جزئي للشمس في 24 مايو 803 م.
يحتوي على خسوف إجمالي من 19 أغسطس 947 م حتى 25 أكتوبر 1650
وخسوفًا هجينًا في 4 نوفمبر 1668 و 15 نوفمبر 1686
وخسوفًا حلقيًا من 27 نوفمبر 1704 حتى 30 أبريل 1957.
وتنتهي السلسلة في الحدث 72 ككسوف جزئي في 15 يوليو 2083.
كانت أطول مدة بالمجموع 6 دقائق و 59 ثانية في 16 مايو 1398.
| تحدث أعضاء السلسلة 62-72 بين عامي 1901 و 2083: | تحدث أعضاء السلسلة 62-72 بين عامي 1901 و 2083: | تحدث أعضاء السلسلة 62-72 بين عامي 1901 و 2083: |
| 62                                             | 63                                             | 64                                             |
| ---------------------------------------------- | ---------------------------------------------- | ---------------------------------------------- |
| </img> </br> 29 مارس 1903                      | </img> </br> 8 أبريل 1921                      | </img> </br> 19 أبريل 1939                     |
| 65                                             | 66                                             | 67                                             |
| </img> </br> 30 أبريل 1957                     | </img> </br> 11 مايو 1975                      | </img> </br> 21 مايو 1993                      |
| 68                                             | 69                                             | 70                                             |
| </img> </br> 1 يونيو 2011                      | </img> </br> 12 يونيو 2029                     | </img> </br> 23 يونيو 2047                     |
| 71                                             | 72                                             |                                                |
| </img> </br> 3 يوليو 2065                      | </img> </br> 15 يوليو 2083                     |                                                |

### سلسلة ميتونيك
تتكرر السلسلة ميتونيك كل 19 عامًا (6939.69 يومًا) ، وتستمر حوالي 5 دورات. تحدث الكسوف في نفس تاريخ التقويم تقريبًا. بالإضافة إلى ذلك ، تكرر سلسلة أوكتون الفرعية 1/5 من ذلك أو كل 3.8 سنوات (1387.94 يومًا). تحدث جميع الكسوفات في هذا الجدول عند العقدة الهابطة للقمر.قالب:Solar Metonic series 2011 June 1
| 21 من أحداث الكسوف بين 1 يونيو 2011 و 1 يونيو 2087 | 21 من أحداث الكسوف بين 1 يونيو 2011 و 1 يونيو 2087 | 21 من أحداث الكسوف بين 1 يونيو 2011 و 1 يونيو 2087 | 21 من أحداث الكسوف بين 1 يونيو 2011 و 1 يونيو 2087 | 21 من أحداث الكسوف بين 1 يونيو 2011 و 1 يونيو 2087 |
| May 31 – June 1                                    | March 19–20                                        | January 5–6                                        | October 24–25                                      | August 12–13                                       |
| 118                                                | 120                                                | 122                                                | 124                                                | 126                                                |
| -------------------------------------------------- | -------------------------------------------------- | -------------------------------------------------- | -------------------------------------------------- | -------------------------------------------------- |
| كسوف الشمس 1 يونيو 2011                            | كسوف الشمس 20 مارس 2015                            | January 6, 2019                                    | October 25, 2022                                   | August 12, 2026                                    |
| 128                                                | 130                                                | 132                                                | 134                                                | 136                                                |
| كسوف الشمس 1 يونيو 2030                            | March 20, 2034                                     | January 5, 2038                                    | October 25, 2041                                   | August 12, 2045                                    |
| 138                                                | 140                                                | 142                                                | 144                                                | 146                                                |
| May 31, 2049                                       | March 20, 2053                                     | January 5, 2057                                    | October 24, 2060                                   | August 12, 2064                                    |
| 148                                                | 150                                                | 152                                                | 154                                                | 156                                                |
| May 31, 2068                                       | March 19, 2072                                     | January 6, 2076                                    | October 24, 2079                                   | August 13, 2083                                    |
| 158                                                | 160                                                | 162                                                | 164                                                | 166                                                |
| June 1, 2087                                       |                                                    |                                                    | October 24, 2098                                   |                                                    |

### سلسلة اينكس
هذا الكسوف هو جزء من دورة اينكس طويلة الأمد ، يتكرر عند العقد المتناوبة ، كل 358 شهرًا سينوديًا (≈ 10571.95 يومًا ، أو 29 عامًا ناقص 20 يومًا).
مظهرها وخط طولها غير منتظمين بسبب عدم التزامن مع الشهر غير الطبيعي (فترة الحضيض). ومع ذلك ، فإن مجموعات 3 دورات اينكس (87 سنة ناقص شهرين) تقترب (≈ 1،151.02 شهرًا غير طبيعي) ، لذا فإن الكسوف متشابه في هذه المجموعات.
| أعضاء سلسلة اينكس بين عامي 1901 و 2100: | أعضاء سلسلة اينكس بين عامي 1901 و 2100: | أعضاء سلسلة اينكس بين عامي 1901 و 2100: |
| --------------------------------------- | --------------------------------------- | --------------------------------------- |
| 22 نوفمبر 1919 (ساروس 141)              | 1 نوفمبر 1948 (ساروس 142)               | 12 أكتوبر 1977 (ساروس 143)              |
| 22 سبتمبر 2006 (ساروس 144)              | 2 سبتمبر 2035 (ساروس 145)               | 12 أغسطس 2064 (ساروس 146)               |
| 23 يوليو 2093 (ساروس 147)               |                                         |                                         |

### سلسلة تريتوس
هذا الكسوف هو جزء من دورة تريتوس ، يتكرر عند العقد المتناوبة كل 135 شهرًا متزامنًا (≈ 3986.63 يومًا ، أو 11 عامًا ناقص شهر واحد). مظهرها وخط طولها غير منتظمين بسبب نقص التزامن مع الشهر غير الطبيعي (فترة الحضيض) ، لكن التجمعات المكونة من 3 دورات تريتوس (33 عامًا ناقص 3 أشهر) تقترب (≈ 434.044 شهرًا غير طبيعي) ، لذا فإن الكسوف متشابه في هذه التجمعات.
| أعضاء سلسلة تريتوس بين عامي 1901 و 2100 | أعضاء سلسلة تريتوس بين عامي 1901 و 2100 | أعضاء سلسلة تريتوس بين عامي 1901 و 2100 | أعضاء سلسلة تريتوس بين عامي 1901 و 2100 |
| --------------------------------------- | --------------------------------------- | --------------------------------------- | --------------------------------------- |
| 9 سبتمبر 1904 (ساروس 133)               | 10 أغسطس 1915 (ساروس 134)               | 9 يوليو 1926 (ساروس 135)                |                                         |
| 8 يونيو 1937 (ساروس 136)                | 9 مايو 1948 (ساروس 137)                 | 8 أبريل 1959 (ساروس 138)                |                                         |
| 7 مارس 1970 (ساروس 139)                 | 4 فبراير 1981 (ساروس 140)               | 4 يناير 1992 (ساروس 141)                |                                         |
| 4 ديسمبر 2002 (ساروس 142)               | 3 نوفمبر 2013 (ساروس 143)               | 2 أكتوبر 2024 (ساروس 144)               |                                         |
| 2 سبتمبر 2035 (ساروس 145)               | 2 أغسطس 2046 (ساروس 146)                | 1 يوليو 2057 (ساروس 147)                |                                         |
| 31 مايو 2068 (ساروس 148)                | 1 مايو 2079 (ساروس 149)                 | 31 مارس 2090 (ساروس 150)                |                                         |

## روابط خارجية
- الظل والجوهر: الكسوف الجزئي للشمس 1 يونيو 2011 نسخة محفوظة 8 ديسمبر 2011 على موقع واي باك مشين.
- كسوف الشمس منتصف الليل APOD 2011/6/3
- معرض SpaceWeather للكسوف الشمسي الجزئي في 1 يونيو 2011
- تقرير عن الكسوف الجزئي في براتسك ، روسيا (بالروسية)